# 品质因数 (性能)
品质因数（Figure of merit）也稱為特性值，是一种性能指标（performance metric），用于表征设备、系统或方法的性能。 

## 举例
- 步枪的精度[3]
- 音频放大器的品质因数，例如增益或效率
- 笔记本电脑电池的寿命[4]
- 每份食用品的卡路里
- 品质因数可以用于比较CPU的时钟速率，但在不同体系结构之间的比较中用途有限。 FLOPS可能是一个更好的数字，尽管这些也不能完全代表 CPU 的性能
- 液晶显示器的对比度
- 扬声器的频率响应度
- 太阳能电池的填充因子
- 数码相机中图像传感器的分辨率
- 在衡量声纳系统的性能时，品质因子被定义为达到 50% 检测概率时的传播损耗
- 无线电接收机的噪声系数
- 热电品质因数，简称 zT 常用以衡量热电材料在发电和制冷过程中的能量转换率；基于“唐-崔瑟豪斯理论”的赝-zt因子也被用于分别表征电子和晶格对热电器件总体性能的影响
- 数模转换器的品质因数，计算方式为（功耗）/（2 ENOB × 有效带宽）[J/Hz]
- 照明的发光效能
- 公司利润
- 航磁测量（英语：Aeromagnetic survey）中补偿后残留的残余噪声
- 太阳灶的热吸收和传递性能

计算基准是总结算法或计算机执行各种典型任务的速度的综合品质因数。